# Conférence de Pocantico
Le colloque de Pocantico, qui s'est tenu du 29 septembre au 4 octobre 1997 à Tarrytown, dans le comté de Westchester (État de New York), a eu pour objet d'examiner les traces physiques alléguées d'apparitions d'ovnis. 
Il a réuni des chercheurs titulaires de PhD dans différents domaines, sous la direction de Peter Sturrock, professeur de physique appliquée à l'université Stanford, et a donné lieu à la publication d'actes en 1998 dans la revue Journal of Scientific Exploration.

## Organisation

### Analyse des photos
- Les participants notent que, parmi les milliers de clichés pris depuis 1947, nombreux sont les trucages ainsi que les méprises[3].
- « L'analyse détaillée des documents photographiques avait peu de chances d'apporter seule des preuves suffisantes à même de convaincre un scientifique neutre de la réalité d'un phénomène étrange nouveau »[3].

### Conclusions
- Il y a certainement des phénomènes d'origines différentes[1].
- Il n'y a aucune preuve d'intervention extraterrestre[1].
- Les ovnis n'ont pas fait progresser la connaissance scientifique[1].
- On n'a pas découvert de preuve crédible d'une violation des lois naturelles connues[4].
- La plupart des recherches sur les ovnis n'ont pas le niveau de rigueur suffisant requis par la communauté scientifique[4].

### Réactions au rapport
Philip J. Klass a regretté l'absence d'enquêteurs sceptiques au colloque et a accusé Michael Swords, un des organisateurs, d'avoir dissimulé aux participants l'existence d'une explication rationnelle dans l'affaire Coyne (rencontre ovni-hélicoptère le 18-03-1973). Selon lui, l'objet était un météore (passage des Orionides à cette époque) et l'impression qu'a eue le pilote d'une aspiration par l'objet serait due à sa réaction instinctive en vue d'éviter le crash.